# Félix Urabayen
Félix Andrés Urabayen Guindo (Ulzurrun, 10 de junio de 1883-Madrid, 8 de febrero de 1943) fue un periodista, escritor y político español de la generación del 14 o novecentismo, casado con Mercedes de Priede Hevia, profesora de Ciencias y Matemáticas de la Escuela Normal de Magisterio de Toledo y Alicante; fue tío del profesor, periodista y crítico cinematográfico Miguel Urabayen y hermano del historiador, geógrafo y novelista Leoncio Urabayen (1878-1968).

## Biografía
Hijo de Bonifacio Urabayen, un modesto guardabosques que había ayudado a las tropas liberales durante la segunda guerra carlista (1872), y de María Guindo, las convicciones liberales del padre obligaron a la familia a trasladarse de la aldea navarra de Ulzurrun a la más populosa ciudad de Pamplona, donde Félix estudió magisterio, aunque un cambio gubernamental de planes de educación le obligó a terminar la carrera en Zaragoza. Como maestro interino estuvo dando clases por Navarra (Urzainqui, Narvarte, Pamplona) hasta que obtuvo plaza fija en Huesca y luego en Salamanca; es nombrado profesor de Pedagogía y destinado a Castellón, plaza que permutó por otra de Toledo en 1911, donde fue profesor numerario de la sección de letras de la Escuela Normal Superior de Maestros desde 1913. En la prensa toledana denunció el saqueo y expolio del patrimonio artístico de la capital castellana y sostuvo polémicas durísimas contra los sectores reaccionarios y clericales de la sociedad toledana; a partir de 1925 comenzó a colaborar en el diario El Sol. Fue socio del Ateneo de Madrid durante la presidencia de su amigo Manuel Azaña, a cuya tertulia política de la Granja del Henar asistía, y en esta época amistó con Prieto, Gregorio Marañón y José Ortega y Gasset. Republicano y opuesto a la dictadura de Primo de Rivera, en 1931 fue nombrado director de la Escuela Normal del Magisterio de Toledo.

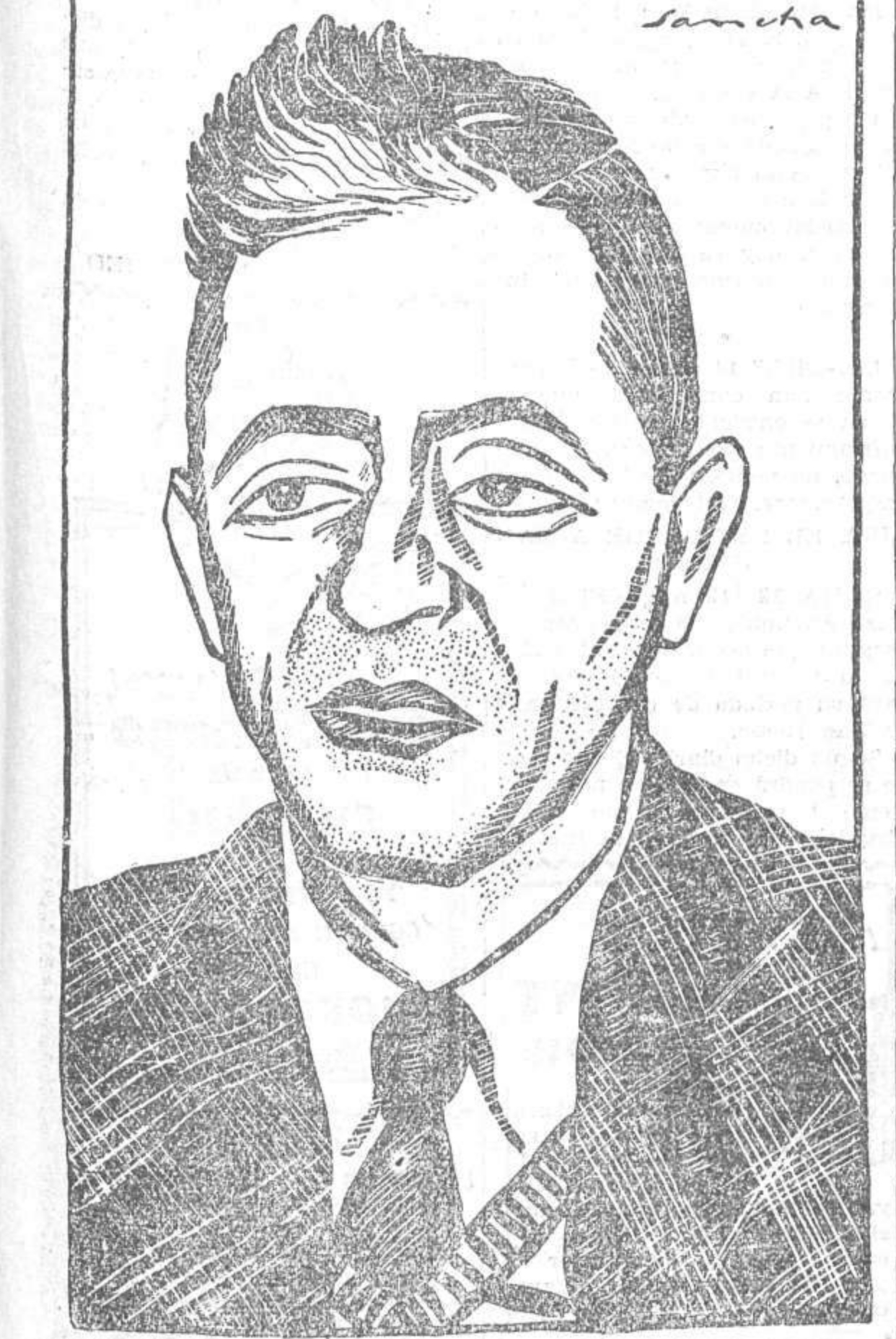
Retratado por Sancha en el periódico La Voz (1929)

Viajó frecuentemente a Badajoz, a los pueblos de Toledo y a Madrid, y estuvo una vez en París. Se casó con la muy adinerada hija del propietario del Hotel Castilla, Mercedes de Priede Hevia, y vivió en el número 6 de la calle de Santa Clara; que un descastado maestro consiguiera a esta bella y poderosa mujer, pretendida por muy linajudos y clasistas jovencitos de Toledo, le granjeó poderosas enemistades. Como profesor era ameno y zumbón, por lo que los alumnos asistían con gusto a sus clases; exigía silencio absoluto y daba aprobado general a principio de curso, pero si alguien quería más nota debía examinarse y era exigente en esos exámenes. Su hiperestesia le hacía ser bastante hipocondriaco; odiaba los viajes y padecía un temor irracional a las tormentas.
Alcanzó la presidencia del Consejo Provincial de Acción Republicana primero, y después de Izquierda Republicana, y en 1936 se presentó a las elecciones del 16 de febrero por este último partido en la lista del Frente Popular por Toledo y quedó en el tercer lugar de los más votados, a muy pocos votos de obtener escaño. Durante la mayor parte de la Guerra Civil estuvo en Valencia y Alicante desempeñando distintos puestos culturales. El fin de la contienda le halló refugiado en la Embajada de México en Madrid; rechazó la posibilidad de trabajar en una universidad de dicho país a fin de compartir el destino de su pueblo; el 12 de mayo de 1939 fue detenido en la estación madrileña de Atocha por dos policías toledanos que llevaban una orden cursada en su ciudad. Fue juzgado y procesado por los franquistas en 1939. El Tribunal Militar consideró, entre otras piezas de convicción, la addenda del final de su obra Don Amor volvió a Toledo:
Se terminó esta obra el mismo día en que estalló en España la intentona fascista. El autor no ha querido tocar ni una línea del original, aun sabiendo que lo que fueron audacias ayer serán ingenuidades mañana
Sus propiedades y las de su esposa les fueron confiscadas. Condenado a prisión, fue encerrado en la cárcel Conde de Toreno; compartió allí celda con Miguel Hernández y Antonio Buero Vallejo; con esos amigos hablaba de dos aficiones suyas, las novelas policiacas y Joseph Conrad, según testimonio de Buero; fue liberado el 19 de noviembre de 1940 a causa de que fue declarado enfermo incurable y terminal de cáncer de pulmón, y se recluyó en casa de su hermano Leoncio en Navarra, donde escribió su última novela, Bajo los robles navarros, que no apareció hasta 1965, dedicada a Antonio Machado. Los últimos meses de su vida los pasó en Madrid, adonde regresó el 14 de diciembre de 1942 y, asistido por su amigo el doctor Gregorio Marañón y el toledano doctor Fernández Delgado, murió el 8 de febrero de 1943, leyendo La conquista de la felicidad de Bertrand Russell.
Fue amigo del pedagogo Luis Bello, también colaborador de El Sol, con quien recorrió los pueblos de la provincia de Toledo; con él compartía preocupaciones pedagógicas propias de un regeneracionismo castellanista en forma semejante al de Julio Senador. Contribuyó decisivamente al Plan de Reforma de las Escuelas Normales que dirigió Rodolfo Llopis.
Como novelista, Luis Sánchez Granjel, citando a Eugenio de Nora, lo sitúa entre los costumbristas; sin embargo, pertenece más bien a la corriente de novela social y crítica de su época, formada también por Manuel Ciges Aparicio y Eugenio Noel; él mismo se consideraba novecentista; así lo considera Felipe Pedraza, aunque también lo sitúa entre los epígonos del 98 por sus inquietudes regeneracionistas, y algunos incluso lo tienen por noventayochista rezagado; el caso es que tenía ideas propias en casi todo; por ejemplo, llamaba a su propia generación la «de 1918».
Todos están de acuerdo en afirmar que Urabayen es un gran prosista y ensayista, muy dotado para la ironía, el humor, la lírica y el simbolismo; es un fino descriptor y captador de ambientes, aunque algunos le reprochan no saber componer personajes densos ni tramas y conflictos interesantes. Urabayen dedicó ciclos novelísticos a los lugares que mejor conocía: Navarra y Toledo. Para Urabayen hay en Toledo dos ciudades: una, dormida, alberga el pasado deslumbrante de la cultura, y otra, despierta, se halla «roída por almas de gusanos». Este toledanismo crítico le supuso el ninguneo y el olvido de la crítica franquista dominante desde la Guerra Civil.
Su biografía está muy unida a su obra. Su republicanismo comprometido y su voz crítica contra los males tradicionales de Toledo (su apática decadencia y el expolio de su patrimonio histórico) le convirtieron en un represaliado y en un escritor proscrito en la ciudad, a donde nunca pudo regresar tras su precipitada huida en 1936. Urabayen se marchó de su ciudad adoptiva, convencido de que se trataba de una simple «intentona fascista» y ante el temor de que los sublevados lo tomaran como rehén en el Alcázar de Toledo. Pero la leyenda negra de la posguerra divulgó que Urabayen había intentado llevarse un equipaje cargado de un exorbitante patrimonio artístico. En opinión de su biógrafo Fernández Delgado, lo más probable es que en medio de un tiroteo durante la huida, el escritor navarro-toledano dejara abandonadas en la calle algunas maletas con objetos de valor. Así es como se convirtió en un autor maldito, al que sólo en la última década se ha conseguido reeditar.

## Urabayen y Toledo
Urabayen echó raíces en Toledo, dedicando a la ciudad del Tajo sus mejores páginas. A partir de su colaboración en el periódico madrileño El Sol y bajo el título genérico de Estampas publica más de ochenta artículos dedicados a pueblos toledanos y navarros que, posteriormente, se recogerán en sus libros Serenata lírica a la vieja ciudad y Vidas difícilmente ejemplares. Pero será su trilogía toledana, sin duda, la que le proporcione mayor éxito. Está compuesta por tres novelas: Toledo: Piedad, Toledo la despojada y Don Amor volvió a Toledo, que coinciden en su temática: la crítica al declive y expolio de la ciudad, sojuzgada desde una postura antagónica de amor y odio, de admiración y crítica hacia su valor patrimonial histórico, destruido tan solo para obtener beneficios económicos. Desde su atalaya del Hotel Castilla, este regeneracionista liberal, que pasó veinticinco años en Toledo, sentía un profundo dolor por el destino de una ciudad apática saqueada y vendida por anticuarios y chamarileros con el consentimiento total de las autoridades locales. Para el escritor navarro, la solución de los males y la postración secular de Castilla y, por ende, de Toledo —en la misma línea que la generación del 98— precisa de un injerto de modernidad con las industriosas gentes del Pirineo, del norte peninsular.

## Obra
- Toledo: Piedad (1920), novela
- La última cigüeña (1921), novela
- El barrio maldito (1924), novela
- Toledo, la despojada (1924), novela
- Centauros del Pirineo (1928), novela
- Por los senderos del mundo creyente (1928), artículos
- Serenata lírica a la vieja ciudad (1928), artículos
- Vidas difícilmente ejemplares (1931)
- Tras de trotera, santera (1932), novela
- Estampas del camino (1934), artículos
- Don Amor volvió a Toledo (1936), novela
- Bajo los robles navarros (1965), novela póstuma
- Como en los cuentos de hadas, novela inédita

## Posteridad
Llevan su nombre el Premio literario de novela corta Félix Urabayen, convocado anualmente en Toledo, y el Instituto de personas adultas Félix Urabayen, de Pamplona.